# NGC 5340
NGC 5340 est une lointaine galaxie lenticulaire située dans la constellation de la Petite Ourse. Sa vitesse par rapport au fond diffus cosmologique est de 10 831 ± 28 km/s, ce qui correspond à une distance de Hubble de 160 ± 11 Mpc (∼522 millions d'al). NGC 5340 a été découverte par l'astronome américain Lewis Swift en 1886.
La classification de cette galaxie est incertaine : elle est lenticulaire selon certains, elliptique selon d'autres, mais certes pas spirale.